# 遠藤董
遠藤 董（えんどう ただし、えんどう ただす、嘉永6年1月22日（1853年3月1日）‐ 昭和20年（1945年）1月22日）は、日本の教育者。
「鳥取県教育の源流」、「郷土教育の父」とされる。鳥取県立図書館の前身となる鳥取県初の公共図書館を設立した。鳥取県立鳥取盲学校と鳥取県立鳥取聾学校の前身である鳥取盲聾唖学校を設立した。鳥取県立図書館の敷地内には遠藤の銅像（胸像）がある。

## 生涯

### 画学生時代
嘉永6年1月22日（1853年3月1日）、因幡国鳥取（現在の鳥取県鳥取市材木町）に生まれた。父は鳥取藩士の遠藤重嘉、母は雪であり、董は長男だった。幼名は東造。
文久元年1月（1861年1月または2月）には鳥取藩の藩校である尚徳館に入り、坂田潤蔵の門弟となる。元治元年（1864年）、根本雪峨に入門して絵画を学んだ。慶応元年（1865年）、東造から藤蔵に改名した。
1874年（明治7年）、広島師範学校に入学し、原介一に初めて洋画を学ぶ。1877年（明治10年）、上京して高橋由一の「天絵社」に入学、ここでも洋画を教授される。1878年（明治11年）、画学伝習に尽力したとして10円を支給される。この年自画像（30号）（焼失）を描く。

### 教育者・図書館長時代

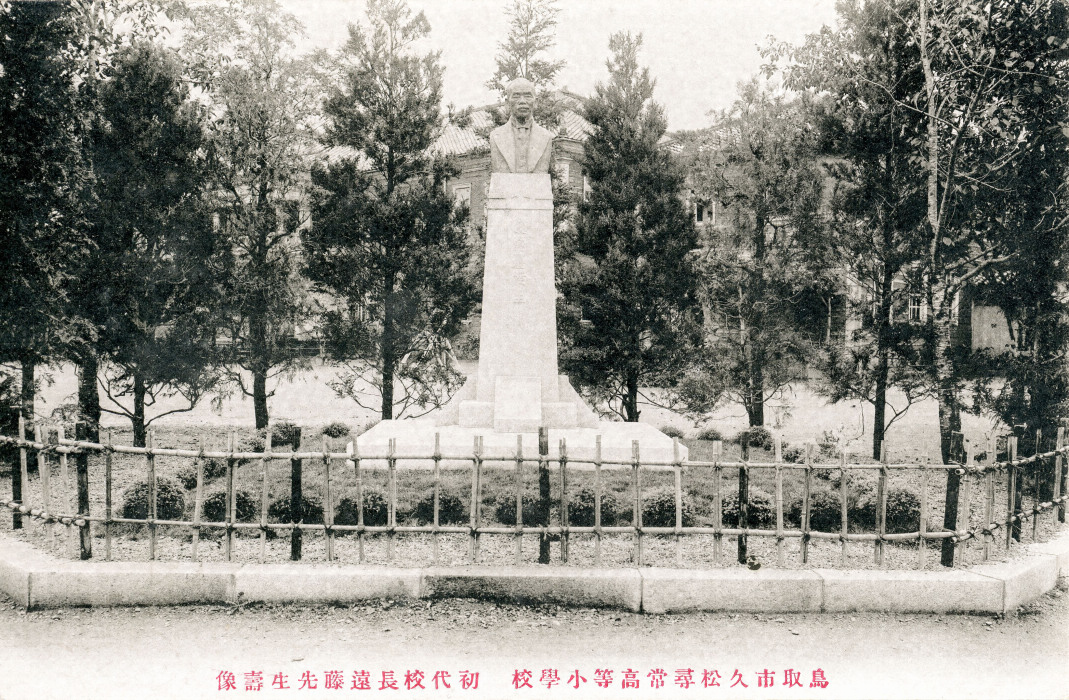
遠藤の胸像

1890年（明治23年）、因幡小学校に久松文庫（きゅうしょうぶんこ）を設けた。自身の図書を持ち込んで蔵書とし、生徒の利用に供した。
1902年（明治35年）、久松文庫は鳥取市教育会の管轄下に置かれ、私立鳥取文庫に改称して一般市民にも開放された。遠藤が私立鳥取文庫の庫長となっている。1907年（明治40年）5月、私立鳥取文庫は私立鳥取図書館に改称した。
1910年（明治43年）、鳥取盲唖学校の構想に基づき、「積善会」を立ち上げる。盲唖学校の設立認可を受けると、私立鳥取盲唖学校（現在の鳥取県立鳥取盲学校と鳥取県立鳥取聾学校の前身）を設立して学校長に就任した。
1918年（大正7年）、私立鳥取図書館の建物・蔵書のすべてを基金も含めて鳥取市に寄贈した。鳥取県内初の公立図書館である鳥取市立図書館が発足し、遠藤は館長事務取扱に就任した。1929年（昭和4年）3月には館長事務取扱を辞任した。その後、鳥取市立図書館は鳥取県に移管されて鳥取県立図書館に改称した。
1937年（昭和12年）、私立鳥取盲唖学校は鳥取県立鳥取盲聾唖学校に改称し、初代校長兼教諭に任ぜられた。1940年（昭和15年）、鳥取県立鳥取盲聾唖学校長並びに教諭を辞した。 1945年（昭和20年）1月22日に死去した。